# Марш-Колдуэлл, Энн
Не следует путать с Энн Марш
Энн (Анна) Марш-Колдуэлл (англ. Anne Marsh-Caldwell; урождённая Колдуэлл; 1791[…], Стаффордшир — 5 октября 1874) — английская писательница, которая была весьма популярна в Викторианский период.

## Биография
Энн Марш родилась в 1791 году в английском графстве Стаффордшир (в 1896 году в «ЭСБЕ» датой её рождения быд назван 1799 год и с той поры эта ошибка широко распространилась по Рунету). 
Она была третьей дочерью и четвертым ребенком Джеймса Колдуэлла, Дж. П., из Линли-Вуда, Стаффордшир, который был регистратором Ньюкасла-андер-Лайма и заместителем лейтенанта графства; её матерью была Элизабет, дочь и сожительница Томаса Стэмфорда из Дерби. В июле 1817 года она вышла замуж за Артура Катберта Марша, недавно жившего в Истбери Лодж, Хартфордшир.
Э. Марш была давним другом семьи Джозайи Веджвуда (англ. Josiah Wedgwood), производителя глиняной посуды, а также знакомой Чарльза Дарвина и его жены Эммы (урожденной Веджвуд).
После смерти своего брата, Джеймса Стэмфорда Колдуэлла, в 1858 году, Энн Марш унаследовала поместье Линли Вуд и возобновила по королевской лицензии фамилию Колдуэлл в дополнение к фамилии Марш. 
Энн Марш-Колдуэлл умерла в Линли-Вуде 5 октября 1874 года. 
Наиболее известны её романы: «Ravenscliff», «Emilia Wyndham» и «Evelyn Marston». Кроме того она издала популярное изложение «Песни о Роланде» и исторический труд: «The protestant reformation in France and the Huguenots».